# Величко, Иван Иванович (контр-адмирал)
Иван Иванович Величко (26 сентября 1905 — 15 августа 1951) — советский политработник военно-морского флота, контр-адмирал (27 января 1951).

## Биография
Родился 13 сентября 1905 года в д. Деренковец Черкасского уезда Киевской губернии Российской империи. По национальности украинец.
До призыва был рабочим.
5 сентября 1927 г. в РККА красноармеец, а затем младший командир в 45-м стрелковом полку 15-й стрелковой дивизии Украинского военного округа. В 1927 г. вступил в ВКП(б). С апреля 1930 г. заведующий библиотекой того же полка. С сентября 1931 г. политрук 123-го стрелкового полка 41-й стрелковой дивизии Украинского военного округа. С июля 1933 г. по август 1937 г. учился на военно-морском факультете Военно-политической академии им. В. И. Ленина. С августа 1937 г. в ВМФ военком минного заградителя «Марти» Краснознамённого Балтийского флота. С августа 1938 г. начальник политотдела, а с ноября 1939 г. военком Западного укреплённого района Краснознамённого Балтийского флота, участник советско-финляндской войны. С марта 1940 г. военком Бьёрского укреплённого сектора, с августа 1940 г. замполит Выборгского сектора береговой обороны Кронштадтской военно-морской базы Краснознамённого Балтийского флота.
Великая Отечественная война
Начало войны встретил в прежней должности, участвовал в обороне островов Выборгского залива, обороне Ленинграда. С декабря 1941 г. военком 3-й бригады речных кораблей Волжской военной флотилии. С января 1942 г. военком 2-й бригады речных кораблей Волжской военной флотилии. В связи с введением в октябре 1942 г. в Вооружённых силах СССР единоначалия и отменой института военных комиссаров в конце 1942 г. переаттестован в капитана 2 ранга. С октября 1942 г. замполит 4-й бригады речных кораблей Волжской военной флотилии. С октября 1943 г. заместитель начальника политотдела Кронштадтского морского оборонительного района Краснознамённого Балтийского флота. С мая 1944 г. начальник отряда вновь строящихся и капитально ремонтируемых кораблей Краснознамённого Балтийского флота. С июня 1944 г. начальник политотдела Ленинградского военно-морского подготовительного училища. Из наградного листа (1945): «В период действия частей в Выборгском секторе береговой обороны тов. Величко большинство времени находился на передовых позициях и на месте оказывал помощь командирам и политработникам частей по организации партийно-политической работы в боевых условиях и в строительстве обороны сектора. В момент эвакуации частей армии и флота из района Выборга и островов Выборгского залива тов. Величко активно участвовал в обеспечении этой сложной операции. В боевой обстановке вёл себя смело и мужественно. Во время подготовки к наступательным операциям флота и войск Ленинградского фронта в 1944 году принимал непосредственное участие в переброске частей Красной армии на Ораниенбаумский плацдарм».
Послевоенная служба.
После войны продолжил руководить политотделом училища, которое с июля 1948 г. называлось 1-е Балтийское высшее военно-морское училище. С мая 1949 г. начальник Военно-морского политического училища им. А. А. Жданова.
Умер 15 августа 1951 г. в Москве, похоронен в Ленинграде на Большеохтинском кладбище.

## Воинские звания
- Полковой комиссар[3]
- Капитан 2 ранга — 1942[1]
- Капитан 1 ранга
- Контр-адмирал — 27.01.1951[2]

## Награды
Орден Красного Знамени (1943, 1947), Орден Нахимова II степени (1945), Орден Красной Звезды (1945), Медаль «За оборону Ленинграда», Медаль «За оборону Сталинграда» и Медаль «За победу над Германией в Великой Отечественной войне 1941—1945 гг.»

## Семья
Сын Величко Эрвилий Иванович 1932 года рождения — офицер ВМФ.